# Flo Mounier

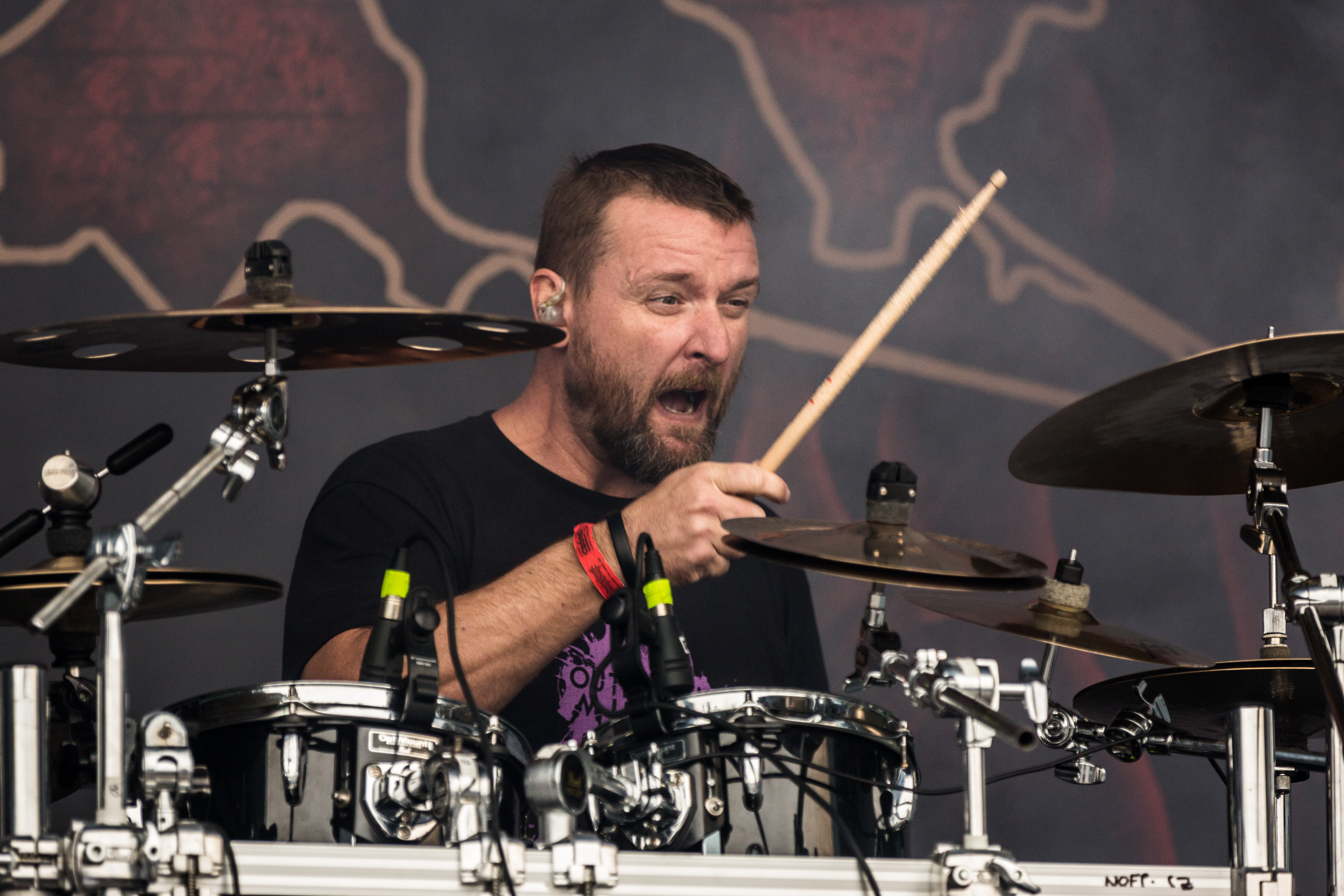
Flo Mounier

Flo Mounier (* 1974 in Frankreich) ist ein kanadischer Schlagzeuger. Mounier wurde bekannt durch seine Arbeit bei der kanadischen Death-Metal-Band Cryptopsy.

## Biographie
Flo Mounier wurde 1974 in Frankreich geboren, bereits im Alter von sieben Jahren siedelte er nach Chicago über. Mit vierzehn Jahren verschlug es ihn nach Montreal in Kanada. 1992 startete er seine musikalische Karriere bei Cryptopsy, die zu dieser Zeit noch Necrosis hießen.
Durch sein technisch versiertes Schlagzeugspiel, das Anleihen aus dem Jazz integriert, wurde er auch außerhalb der Death-Metal-Szene bekannt.
Seit November 2005 ist die DVD Flo Mounier's Metal Drumming 101 erhältlich.